# Медицинская экология
Медицинская экология — это комплексная научная дисциплина, рассматривающая все аспекты воздействия окружающей среды на здоровье населения с центром внимания на средовых заболеваниях.
Медицинская экология пытается установить причину заболеваний в непосредственной связи с окружающей средой, при этом учитывается большое разнообразие экологических факторов, нозологических форм заболеваний и генетических особенностей человека.
Физические, химические агенты — обычные загрязнители окружающей среды. Особенности образа жизни человека (злоупотребление алкоголем, курение) также могут быть включены в список факторов риска.

## История возникновения медицинской экологии
Термин Медицинская Экология был впервые употреблен выдающимся микробиологом Рене Дюбо (1901–1982), в своей концепции, согласно которой природные системы, если изучить в полном объеме, предназначаются для многих из наших потребностей, в том числе и для лечения некоторых заболеваний.
Экологическая медицина сформировалась как новое направление на границе медицинских дисциплин и экологии в середине 70-х годов XX века в развитых странах мира, которые раньше всех столкнулись с экологическими проблемами. К настоящему моменту уже разработаны подходы к диагностике, лечению и профилактике многих экологически зависимых заболеваний.
Документальное подтверждение описания вредного влияния промышленных выбросов на здоровье человека, относящееся к 1890 году «Недостатки нашего законодательства относительно вредных для здоровья заводов» К концу XIX века относятся такие термины, как «вредные для здоровья заводы», «отбросы ядовитой жидкости», «заражение местности путём разноса ядовитой пыли», «противосанитарное содержание завода». Экологическая инспекция того времени состояла из врачебного инспектора, штатного фармацевта и исправника. Брались пробы земли, воды из реки и ил со дна. Губернскими земскими собраниями утверждались «Правила о порядке открытия и содержания заводов».
Следует особенно выделить, что в современном мире крайне большое влияние на человека оказывает город. Поэтому медицинская экология тесно связана с экологией города, промышленной экологией.
В XX веке стала возрастать доля хронических заболеваний, которые в настоящий момент преобладают. К ним следует отнести онкологические заболевания, заболевания соединительной ткани, иммунной системы, нейродегенеративные, аутоиммунные заболевания, эффект хронического утомления и др. Причин этому находят несколько:
- Накопление в окружающей среде химических, чужеродных соединений (достигает 4 млн тонн ежегодно);
- Истощение систем, отвечающих за обезвреживание токсических соединений (человеческий организм в процессе эволюции выработал лишь специальные механизмы, необходимые для обезвреживания (детоксикации) вредных факторов внешней и внутренней среды).

## Что может являться причиной заболевания?
Индуктором заболевания у человека могут быть различные причины. С одной стороны, это генетические дефекты наследственного аппарата, проявляющиеся в виде пигментной ксеродермы, синдрома Дауна и др. С другой стороны, средовые воздействия в сочетании с генетическими изменениями формируют огромное количество нозологических форм заболеваний.
На основе этого можно сделать вывод, что рост числа хронических заболеваний во многом определяется факторами окружающей среды (абиотическими и биологическими). Согласно данным ВОЗ 75 % (на 2002 год) всех ежегодных смертей в мире обусловлено действием окружающей среды и неправильным образом жизни, 90 % всех злокачественных новообразований вызывается факторами окружающей среды и только 10 % — другими факторами. Анализ причин, приводящих к онкологическим заболеваниям, показывает, что главные из них — экологически небезопасные продукты питания и курение.

## Этиологические факторы возникновения заболевания у человека
- питание;
- курение;
- инфекции;
- алкоголь;
- среда;
- геофизические факторы;
- промышленные выбросы;
- пищевые добавки;
- лекарства и медицинские процедуры;
- неизвестные причины ~ 3 %.

## Развитие экологически зависимого заболевания индуцируется
- пролонгированным воздействием какого-либо фактора (физического, химического, биологического);
- действием его на очень малом, подпороговом уровне.

## Хроническое воздействие внешних факторов способно инициировать патологический процесс путём включения следующих механизмов
- декомпенсация процессов обезвреживания;
- повреждение иммунной системы;
- повреждение других систем организма;
- непосредственное повреждение органа-мишени.